# Aeroporto Internazionale di El Salvador
L'Aeroporto Internazionale di El Salvador è un aeroporto situato a circa 50 km da San Salvador, in El Salvador.
Intitolato a Óscar Romero, ospita al suo interno la Base Aérea de Comalapa della Segunda Brigada Aérea della Fuerza Aérea Salvadoreña.